# Seznam zemí, ve kterých je arabština úřední jazyk

Mapka zemí, kde je arabština jediný úřední jazyk (zeleně) a kde je jedním z více úředních jazyků (modře)

Arabština je úředním jazykem v celkem 26 zemích světa.

## Seznam zemí
1. Alžírsko
2. Bahrajn
3. Čad
4. Džibutsko
5. Egypt
6. Eritrea
7. Izrael
8. Irák
9. Jemen
10. Jordánsko
11. Katar
12. Komory
13. Kuvajt
14. Libanon
15. Libye
16. Maroko
17. Mauretánie
18. Omán
19. Palestina
20. Saúdská Arábie
21. Somálsko
22. Spojené arabské emiráty
23. Súdán
24. Sýrie
25. Západní Sahara
26. Tunisko